# Jordansko-sirijska granica
Jordansko-sirijska granica duga je 362 km, a proteže se od tromeđe s Izraelom na zapadu do tromeđe s Irakom na istoku.

## Opis
Granica počinje na zapadu na tromeđi s Izraelom, iako je točna lokacija tromeđe trenutno nejasna zbog izraelske okupacije Golanske visoravni, na koju polaže pravo Sirija. De jure tripoint nalazi se istočno od izraelskog grada Sha'ar HaGolan, dok de facto tromeđa leži na graničnom spoju sa zonom UNDOF-a Ujedinjenih naroda jugoistočno od Metzara.
Granica između Jordana i Golanske visoravni prolazi uz rijeku Yarmouk, a ova se rijeka zatim nastavlja kao najzapadniji dio granice između Jordana i Sirije. Granica napusta rijeku samo istočno od Et Turra, te nizom nepravilnih i kratkim ravnim linija nastavlja prema jugoistoku, prolazeći između gradova Ar Ramtha i Daraa preko graničnog prijelaza Daraa i dalje prema graničnom prijelazu Nasib na cesti Amman - Damask. Na 32°18′40″N 36°50′18″E / 32.3112°N 36.8382°E skreće prema sjeveroistoku, teče pravocrtno preko Sirijske pustinje, te završava na iračkoj tromeđi na 33°22′29″N 38°47′37″E / 33.3747°N 38.7936°E .

## Povijest
Početkom 20. stoljeća Osmansko je carstvo kontroliralo današnje države Jordan i Siriju. Tijekom Prvog svjetskog rata arapskim ustankom, podržanim od Britanije, uspjelo se ukloniti Osmanlije s većeg dijela Bliskog istoka. Kao rezultat tajnog anglo-francuskog sporazuma Sykes-Picot iz 1916., osmanski vilajet Sirije podijeljen je na dva dijela, pri čemu je Francuska dobila sjever, a Britanija jug. Francuski dio tada je organiziran u mandat za Siriju i Libanon. Britanski dio (otprilike, moderni zapadni Jordan) osporavan je između Britanije, novoosnovanog Arapskog kraljevstva Sirije, cionista u novom mandatu za Palestinu i južnije Ibn Sauda iz novog kraljevstva Saudijske Arabije, što je rezultiralo zbunjujućim razdobljem u kojem regija je u biti bila neupravljani prostor. Na kraju je 1921. Britanija proglasila formalni mandat nad regijom, stvarajući Transjordanski emirat pod poluautonomnom vlašću kralja Abdullaha I.
U razdoblju 1920. – 1923. Francuska i Britanija potpisale su niz sporazuma, zajednički poznatih kao Sporazum Paulet-Newcombe, kojim su stvorene moderne granice Jordana s Irakom i Sirijom, kao dopuna onoga što je u sporazum u Sykes-Picot označeno kao zona A. Detaljniji opis granice između Jordana i Sirije dogovoren je 31. listopada 1931.
Godine 1967. Izrael je u Šestodnevnom ratu zauzeo Golansku visoravan, čime je najzapadniji dio granice stavljen pod njihovu kontrolu. Bilo je više incidenata duž granice od početka Sirijskog građanskog rata 2011.

## Naselja uz granicu

### Jordan
- Et Tura
- Ar-Ramtha
- Sama
- Ed Dafyana

### Sirija
- Al-Shajara
- Sahm al Julan
- Muzayrib
- Daraa
- At Tayyibah
- Dhibin
- Umm ar Rumman
- Al-Ghariyah al-Gharbiyah
- Rukban

## Granični prijelazi
- Granični prijelaz Nasib[10]
- Granični prijelaz Daraa[11]